# Vasil Ruci
Vasil Ruci (Vrenezë, 17 febbraio 1958) è un allenatore di calcio ed ex calciatore albanese, di ruolo attaccante.

## Carriera

### Club
Ruci percorre tutta la sua carriera nelle file del Flamurtari Valona.
Nella stagione 1981-1982, con 12 marcature, conquista il titolo di capocannoniere della massima divisione albanese. L'anno successivo il titolo viene vinto da Dashnor Bajaziti, per poi tornare a Ruci che nella stagione 1983-1984 segna nuovamente 12 reti. Nella stagione 1987-1988 raggiunge con la sua squadra il traguardo storico del terzo turno della Coppa UEFA, dove poi fu eliminata dal Barcellona, con una sconfitta per 4-1 in Spagna seguita da un successo della squadra di Valona col punteggio di 1-0 nella gara di ritorno, insufficiente a ribaltare il verdetto.
Tra i calciatori albanesi, Ruci è quello che ha segnato il maggior numero di gol nelle coppe europee, 6, ed è tra i venti giocatori che hanno segnato più gol nel campionato albanese.

### Allenatore
Dopo il ritiro diventò allenatore, per il KS Flamurtari Vlorë nel dicembre 2006, ma nel maggio del 2007 si dimise, quindi passò a luglio al Turbina Cërrik e quindi al Himara.

## Palmarès

### Giocatore

#### Club
- Coppa d'Albania: 2

Flamurtari Valona: 1984-1985, 1987-1988

#### Individuale
- Capocannoniere della Kategoria e Parë: 2

1981-1982 (12 gol), 1983-1984 (12 gol)